# 微积分学主题列表
以下是一份微积分学主题列表：

## 预科微积分
- 函数图形
- Linear function
- 割线
- 斜率
- 切线
- 凹函数
- 差分
- 弧度
- 階乘
- 二项式定理
- 自由变量和约束变量
- 复数 (数学)

## 极限
- 极限 (数学)
- 函數極限
  - One-sided limit
- 極限 (數列)
- 未定式
- Orders of approximation
- (ε, δ)-definition of limit

## 微分学
- 导数
- Notation
  - Newton's notation for differentiation
  - Leibniz's notation for differentiation
- Simplest rules
  - Derivative of a constant
  - Sum rule in differentiation
  - Constant factor rule in differentiation
  - Linearity of differentiation
  - Power rule
- 链式法则
- local linearization
- 乘积法则
- 除法定则
- 反函数的微分
- 隐函数
- 驻点
  - 极值
  - First derivative test
  - Second derivative test
  - 极值定理
- 微分方程
- 微分算子
- 牛顿法
- 泰勒公式
- 洛必达法则
- General Leibniz rule
- 中值定理
- Logarithmic derivative
- Differential (calculus)
- Related rates
- Regiomontanus' angle maximization problem

## 积分
- 不定积分
- Simplest rules
  - Sum rule in integration
  - Constant factor rule in integration
  - Linearity of integration
- 積分常數
- 微积分基本定理
- 分部積分法
- 换元积分法
  - Tangent half-angle substitution
- Differentiation under the integral sign
- 三角换元法
- 部分分式分解
  - Quadratic integral
- 證明22/7大於π
- 梯形公式
- Integral of the secant function
- 正割函数的立方的积分
- 弧长

## 特殊函数及数值
- 自然對數
- e (数学常数)
- 指数函数
- 双曲角
- 双曲函数
- 斯特靈公式
- 伯努利数

## 數值積分
参见 list of numerical analysis topics
- Rectangle method
- 梯形公式
- 辛普森積分法
- 牛頓－寇次公式
- 高斯求积

## 相关列表
- Table of limits
- 导数列表
- Table of integrals
- 数学符号表
- 积分表
- 有理函数积分表
- 无理函数积分表
- 三角函数积分表
- 反三角函数积分表
- 双曲函数积分表
- 指数函数积分表
- 对数函数积分表
- 反双曲函数积分表

## 多元微积分
- 偏导数
- Disk integration
- Shell integration
- 托里拆利小號
- 雅可比矩阵
- 海森矩阵
- 曲率
- 格林公式
- 高斯散度定理
- 斯托克斯定理

## 级数
- 级数
- 泰勒级数, 泰勒级数
- 傅里叶级数
- 欧拉-麦克劳林求和公式

## 历史
- Adequality
- 無窮小量
  - Archimedes' use of infinitesimals
- 戈特弗里德·莱布尼茨
- 艾萨克·牛顿
- Method of Fluxions
- 微积分学
- 布鲁克·泰勒
- 科林·麦克劳林
- 萊昂哈德·歐拉
- Law of continuity
- History of calculus
- Generality of algebra

## Nonstandard calculus
- Elementary Calculus: An Infinitesimal Approach
- Nonstandard calculus
- 無窮小量
- Archimedes' use of infinitesimals